# Squamispa
Squamispa is een geslacht van kevers uit de familie bladkevers (Chrysomelidae).
De wetenschappelijke naam van het geslacht werd in 1928 gepubliceerd door Maulik.

## Soorten
- Squamispa ballapurana Maulik, 1928
- Squamispa fasciata Maulik, 1928